# Schloss Charleval

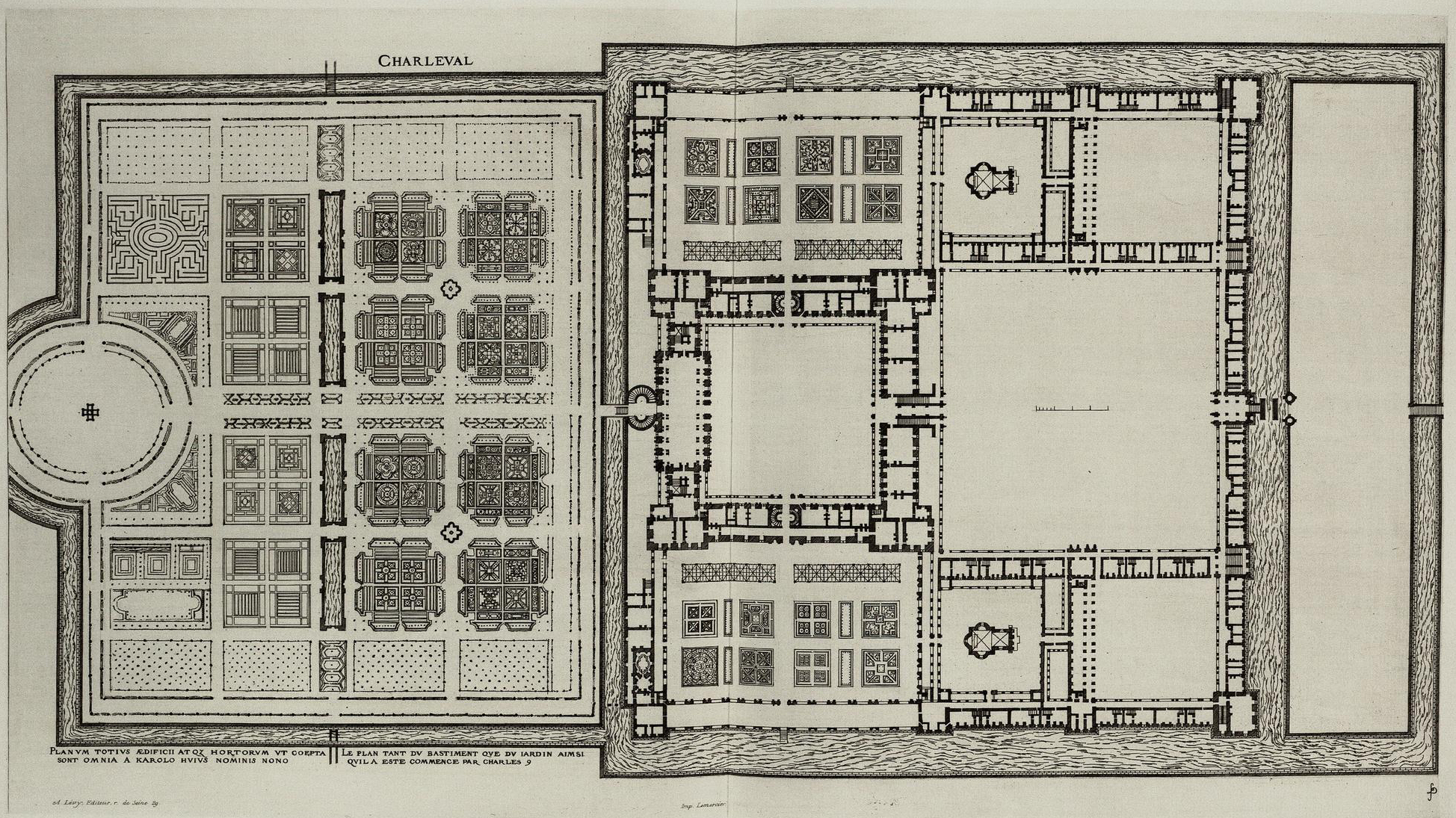
Geplantes Aussehen des Schlosses Charleval nach den Plänen Jacques I. Androuet du Cerceaus

Das Schloss Charleval in der französischen Gemeinde Charleval im Département Eure der Region Normandie wurde ab 1570 als Jagdschloss für König Karl IX. von dem Architekten Baptiste Androuet du Cerceau unter Mitwirkung von Jean Gallia, Hieronymus Corda, André Cuarda und Guillaume Marchant errichtet, jedoch wurde der Bau nach dem Tod des Königs 1574 unterbrochen.
Jacques I. Androuet du Cerceau publizierte die Pläne in seinem Werk Les plus excellents bastiments de France. Die Originalzeichnungen verwahrt das British Museum.
Im 17. Jahrhundert gelangte das Schloss, von dem lediglich Reste der Schlossgräben und ein Wirtschaftsgebäude mit einem bemerkenswerten Kamin sowie verschiedenen Skulpturen erhalten sind, in den Besitz Faucon de Ris’, des ersten Präsidenten des Parlements der Normandie.